# Uncarina grandidieri
Espèce
Classification phylogénétique

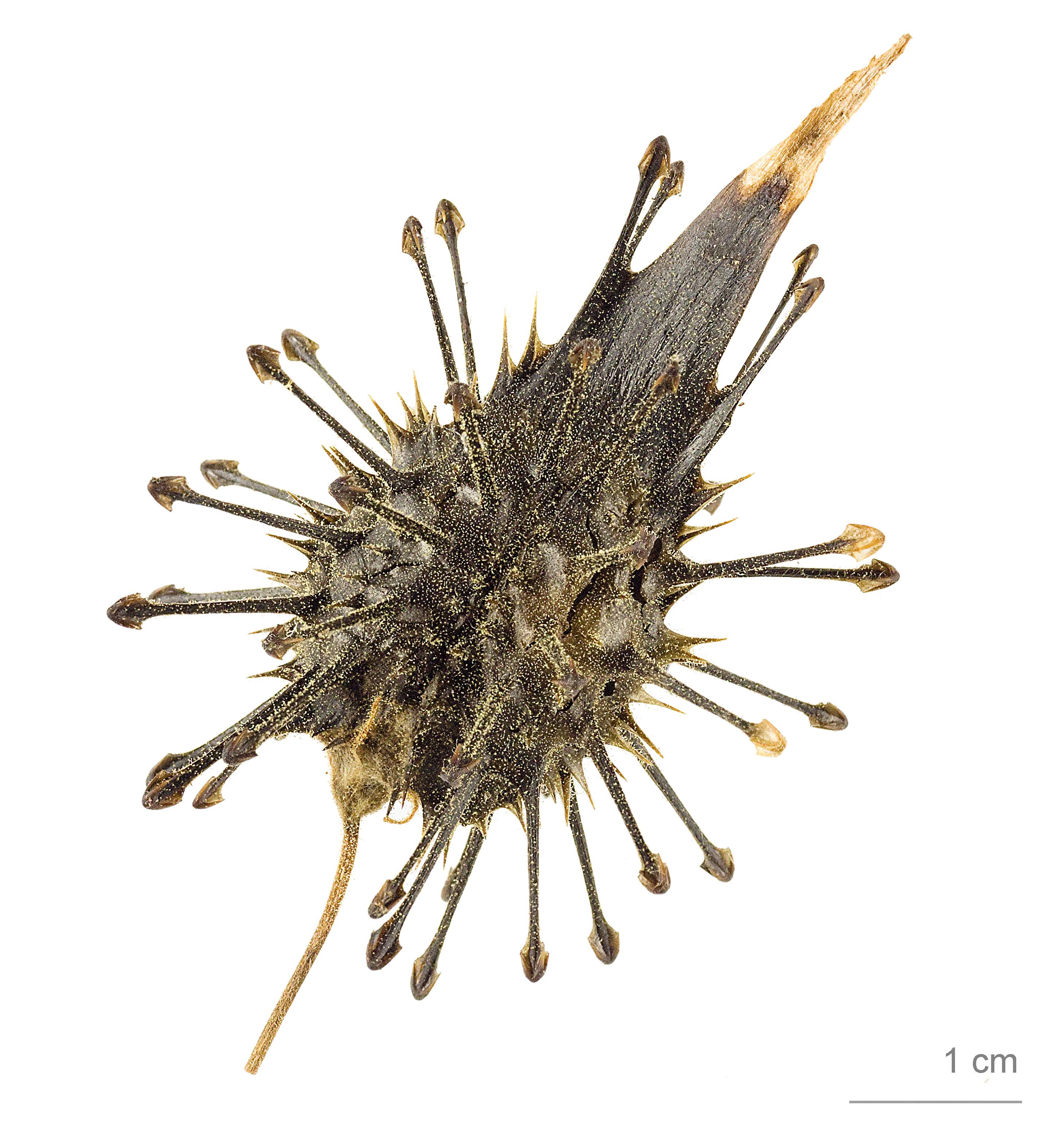
Uncarina grandidieri - Muséum d'histoire naturelle de Toulouse

Uncarina grandidieri est une espèce de la famille Pedaliaceae.

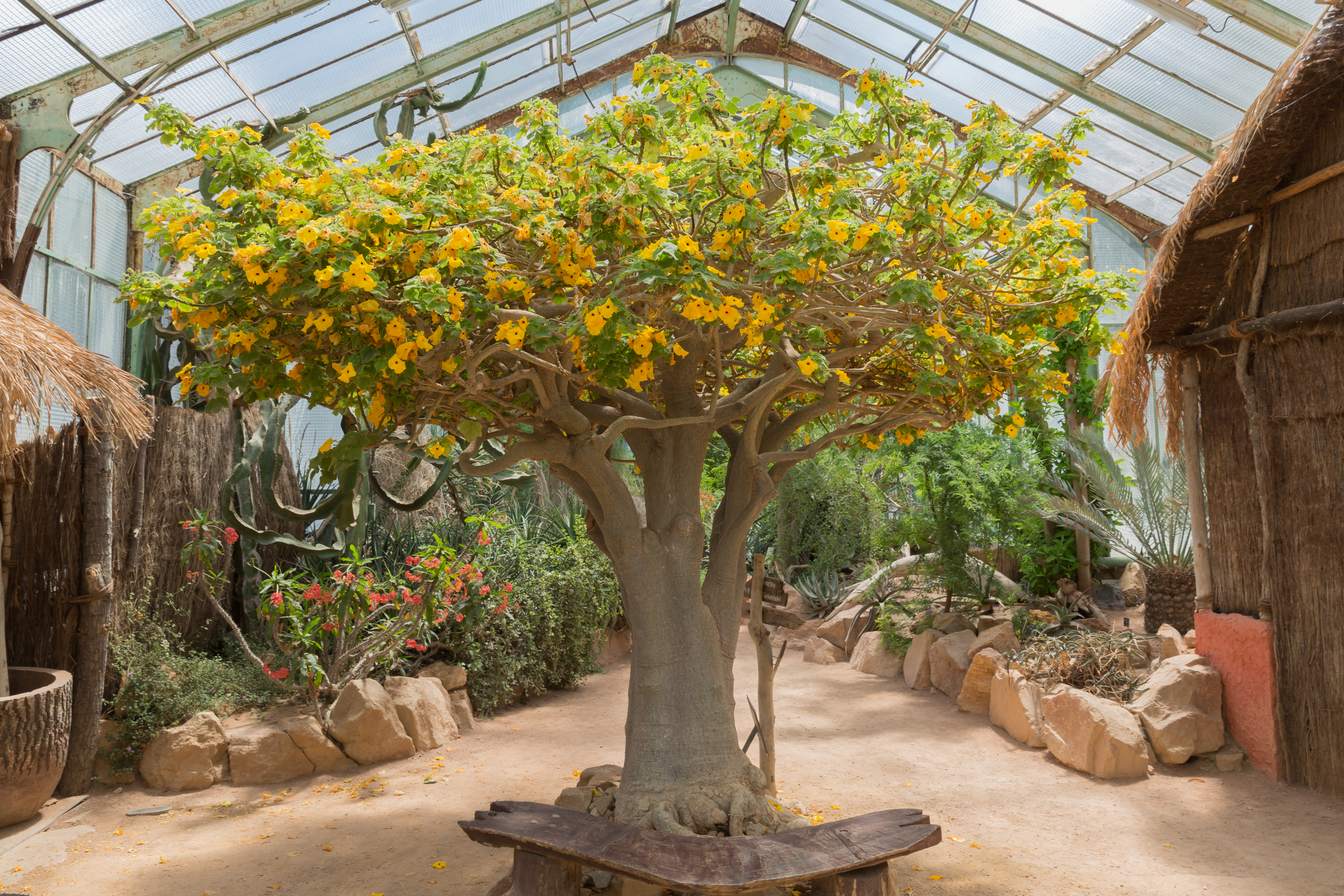
Un Uncarina grandidieri au Jardin botanique de Lyon.

## Description
- Plante à caudex (réserve d'eau).
- Feuilles pétiolées, pubescentes.
- Fleurs en entonnoir jaune vif.
- Fruits hérissés d’épines à crochets (uncus = crochet)

## Aire de répartition
Madagascar